# Île du Levant

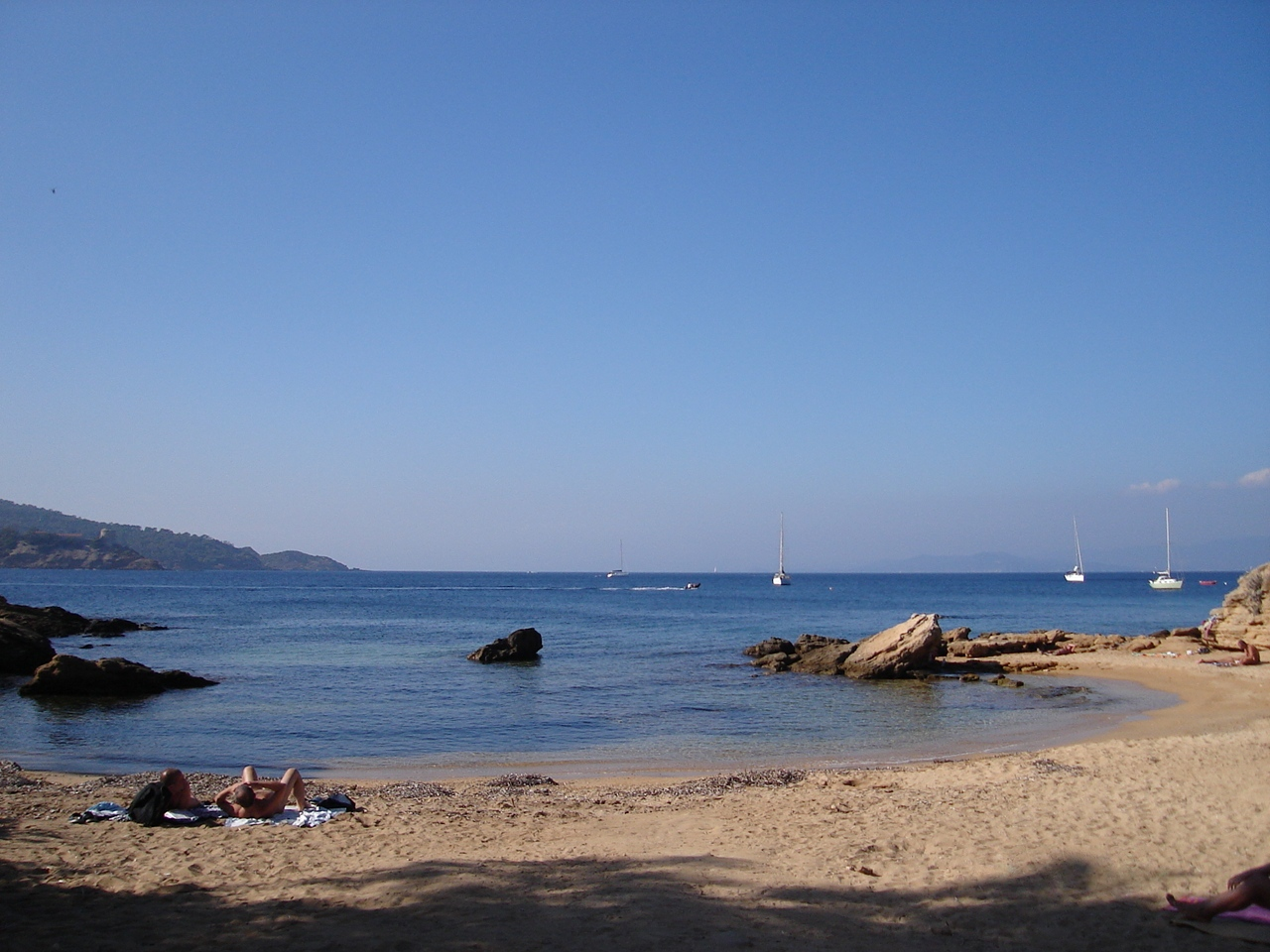
La spiaggetta dell'Île du Levant.

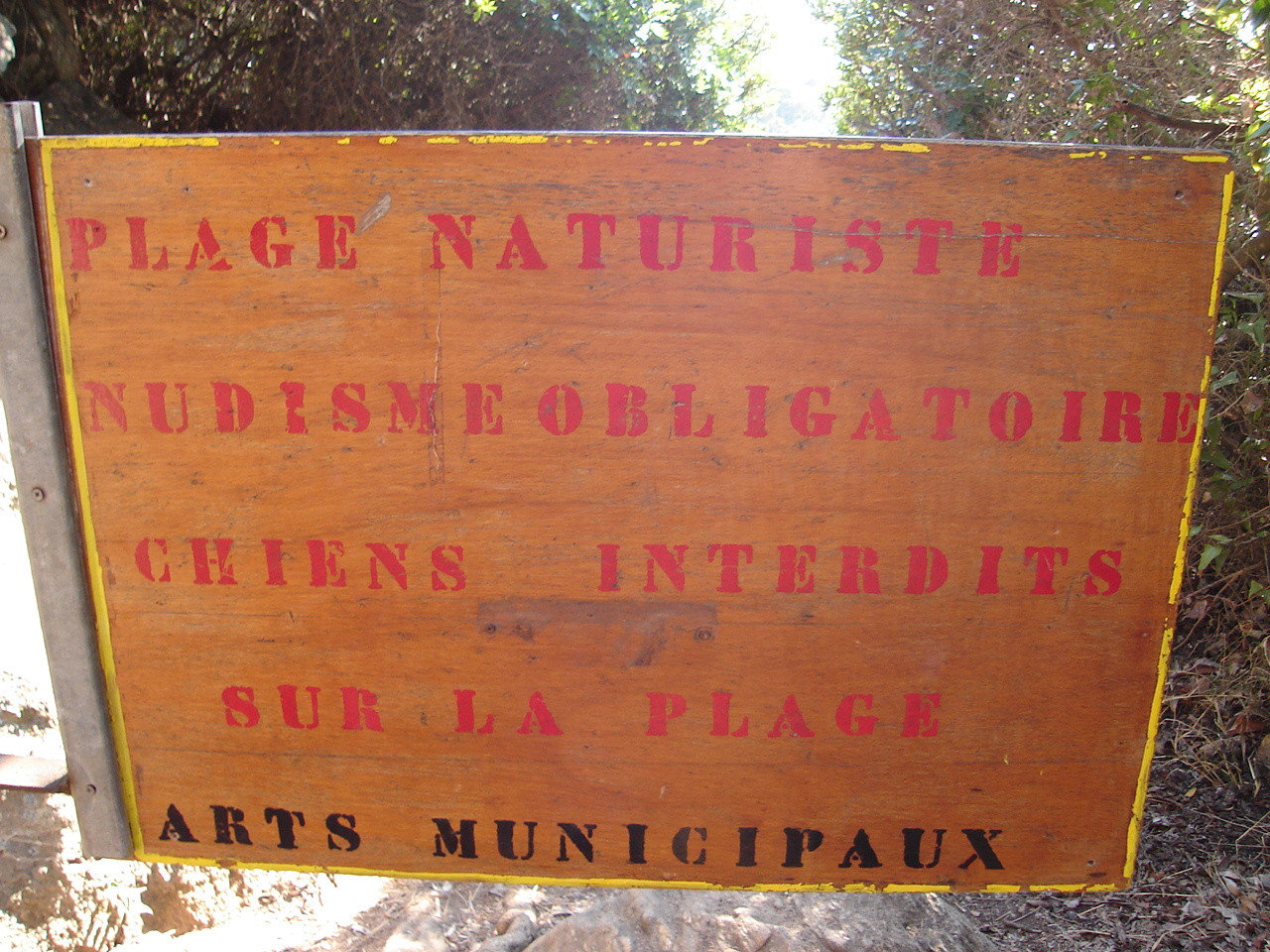
Avviso lungo il sentiero per la spiaggia che segnala che si tratta di sito naturista.

L'Île du Levant, talvolta chiamata anche Le Levant, è un'isola mediterranea francese che si trova al largo della Costa Azzurra, nei pressi di Tolone, nel golfo del Leone. È una delle tre isole che compongono l'arcipelago delle Isole di Hyères. L'isola è lunga otto km e larga due. Circa il 90% del suo territorio è zona militare chiusa al pubblico e riservata ad una base missilistica dell'esercito francese, il  Centre d'Essais de Lancement de Missiles, in funzione dal 1948.

## Il villaggio naturista
Nel 1931 Gaston e André Durville, entrambi medici, fondarono sull'Île du Levant Heliopolis, il primo villaggio in Europa dedicato alla pratica del naturismo. Il villaggio è stato costruito sui lati della collina, che sulla cima, è dominata dalla fortificazione di Fort Napoleon. Il villaggio ha una piccola scuola, il municipio e una stazione di polizia. Ci sono anche un negozio di alimentari e alcuni negozi che vendono il cosiddetto "le minimum", ovvero il particolare tipo di abbigliamento talvolta richiesto dagli usi locali. Sull'isola sorgono alcuni alberghi e bed & breakfast, tutti dedicati ai naturisti.
Il Bain de Diane e la Plage des Grottes, una scogliera e la spiaggia dell'isola, sono riservate ai naturisti e in tali luoghi vige la nudità obbligatoria. La nudità è permessa (e nei fatti presupposta) in tutto il territorio pubblico dell'isola, tranne nelle immediate adiacenze del porticciolo e nella piazza del villaggio. In tali luoghi è ufficialmente necessario indossare quello che i francesi chiamano scherzosamente le minimum, che spesso consiste in un pareo o un minuscolo perizoma.

## Altro
- L'isola può essere raggiunta con dei piccoli traghetti che partono da Hyères e Le Lavandou. Sull'isola non sono permesse automobili (tranne qualche mezzo di servizio).
- Sulle coste dell'isola sono molto praticate le immersioni subacquee.
- Oltre ad Heliopolis la principale attrazione dell'isola è la Domaine des Arbousiers, una riserva naturale.
- Nel XV secolo sull'isola si stabilirono alcuni monaci; le rovine del monastero sono tuttora visibili.
- Robert A. Heinlein descrisse entusiasticamente i semplici piaceri della vita sull'isola nel romanzo La via della gloria.